# 名古屋花壇
名古屋花壇（なごやかだん）は、愛知県名古屋市西区下中村町（現中村区大宮町）に所在した娯楽施設。別名「中村温泉パラダイス」。

## 変遷
現在の中村区大宮町の菜花の名所として知られた場所に1928年（昭和3年）に開園した。『中村区誌』に所収の地域の古老の話によると、中村遊郭の登楼客をターゲットに、朝風呂を提供する狙いから「新宝塚温泉」と呼ばれていたが、後に「名古屋花壇」と呼ばれるようになったという。
開園翌年には世界恐慌が発生し、その不況による洗礼を受けることとなった。閉園時期ははっきりしないが、名古屋花壇の建物を再利用し、1937年（昭和12年）には中村区役所の仮庁舎が置かれている。中村区は同年、名古屋市の新区として千種・昭和・熱田・中川・港とともに新設された区であり、新たな役場を名古屋花壇の使われなくなった建物に求めたのであった。役場としての使用は1年足らずであり、中村区役所は翌年には太閤通3丁目（現・竹橋町）に新築した庁舎に移転している。
その後、跡地には中村郵便局と中村電話局（のちにNTT中村ビル）が建てられ、名古屋花壇の痕跡は何も残されていない。

## 設備概要
前述のとおり、名古屋花壇は1928年（昭和3年）、総合レジャーランドとして造られた。
敷地面積は1.2ヘクタールであり、園内は映画館、演芸場、屋内運動場、銭湯、ラジウム温泉、大食堂、ピンポン室、理髪室、美容室、休憩所などの屋内施設とメリーゴーラウンド、シーソー、ブランコ、滑り台などの遊具、動物園、花壇、大噴水、瓢箪池、料亭「香露閣」の屋外施設で構成されていた。
また、1933年（昭和8年）6月には12.5メートル四方の一般プールが追加された。
計画段階では東海道本線から見えるランドマークとして高さ250余尺の鉄骨製の「高塔」を建設する予定であったが、資材の調達ができずに建設されなかった。

## 事業内容
運営主体である名古屋土地株式会社は、名古屋花壇を東京の浅草や多摩川、大阪の新世界、兵庫の宝塚に類する施設とする構想を持っていた。中村遊郭や中村公園に近い立地に加えて、当時工事中の名古屋駅の移転拡張とあわせて開発が企図された。開園前のパンフレットには「東京に於ける浅草多摩川遊園地、大阪に於ける宝塚新世界等の如き大遊園地無之現状に鑑み之等大遊園地に匹儔すべき大規模のパラダイスを企劃し」との一文がある。
名古屋土地株式会社は1911年（明治44年）、吉田高朗が買い占めた日比津、上中村、則武などの土地15万坪により成立した。現在の中村区一帯には大地主が多かったが、名古屋市の西郊ということもあり、小作人は早くから都会に出てしまい、土地が耕作されなくなった。地主は土地を売るか、何か事業を行う必要に迫られた。こうした背景から、名古屋土地は電車を敷く、公園を造成する、遊郭を誘致するというような事業を実施していた。名古屋花壇もこうした事業の一環であったと言える。